# Riscle
Riscle – miejscowość i gmina we Francji, w regionie Oksytania, w departamencie Gers. W 2013 roku populacja ówczesnej gminy wynosiła 1829 mieszkańców.
Dnia 1 stycznia 2019 roku połączono dwie wcześniejsze gminy: Cannet oraz Riscle. Siedzibą gminy została miejscowość Riscle, a nowa gmina przyjęła jej nazwę.